# Дёмин, Александр Иванович
Александр Иванович Дёмин (1921-1944) — подполковник Рабоче-крестьянской Красной Армии, участник Великой Отечественной войны, Герой Советского Союза (1945).

## Биография
Родился 15 февраля 1921 года в селе Варварино (ныне — Тамалинский район Пензенской области) в семье крестьянина. Окончил восемь классов школы. В 1938 году был призван на службу в Рабоче-крестьянскую Красную армию. В 1940 году окончил Тамбовское военное пехотное училище. С июня 1941 года — на фронтах Великой Отечественной войны. Принимал участие в боях на Юго-Западном, Северо-Кавказском, Закавказском фронтах, затем воевал в составе Отдельной Приморской армии, на 4-м Украинском фронте. К сентябрю 1944 года подполковник Александр Дёмин был заместителем по строевой части командира 900-го горнострелкового полка 242-й горнострелковой дивизии 1-й гвардейской армии 4-го Украинского фронта. Отличился во время Карпатско-Ужгородской наступательной операции.
В период с 19 по 21 сентября 1944 года Дёмин, находясь в боевых порядках одного из батальонов, во время боёв к юго-западу от польского города Санок принял командование и разгромил немецкие гарнизоны в населённых пунктах Буковско, Дольны, Висло Вельки, Рудавка Яслиска, Ясели, а затем принял участие в штурме хребта горной системы Бескиды и выходе к государственной границе СССР с Чехословакией. 23 сентября в бою он получил тяжёлое ранение, от которого скончался на следующий день в 275-м медсанбате. Похоронен в селе Михаловице Мазовецкого воеводства Польши.

Бюст на Аллее Героев в Тамале

Указом Президиума Верховного Совета СССР от 24 марта 1945 года за «умелое выполнение заданий командования, мужество и героизм, проявленные в борьбе с немецкими захватчиками», подполковник Александр Дёмин посмертно был удостоен высокого звания Героя Советского Союза. Также был награждён орденами Ленина, Красного Знамени, Отечественной войны 2-й степени, Красной Звезды, а также рядом медалей.

## Увековечение памяти
- Бюст Дёмина установлен в посёлке Тамала на Аллее Героев у мемориала жителям Тамалинского района Пензенской области — участникам Великой Отечественной войны.
- Именем Дёмина названы улица и школа в селе Варварино Тамалинского района Пензенской области[1].